# Paul Lamoulen
Paul Lamoulen (né le 26 décembre 2005) est un réalisateur et documentariste français.

## Biographie
Né le 26 décembre 2005, Paul Lamoulen s’oriente vers le cinéma documentaire au début des années 2020.  
Il se fait connaître en 2023 grâce à la coréalisation de son premier long-métrage documentaire, J'ai le droit de mourir, aux côtés d’Hugo Dutrait.  

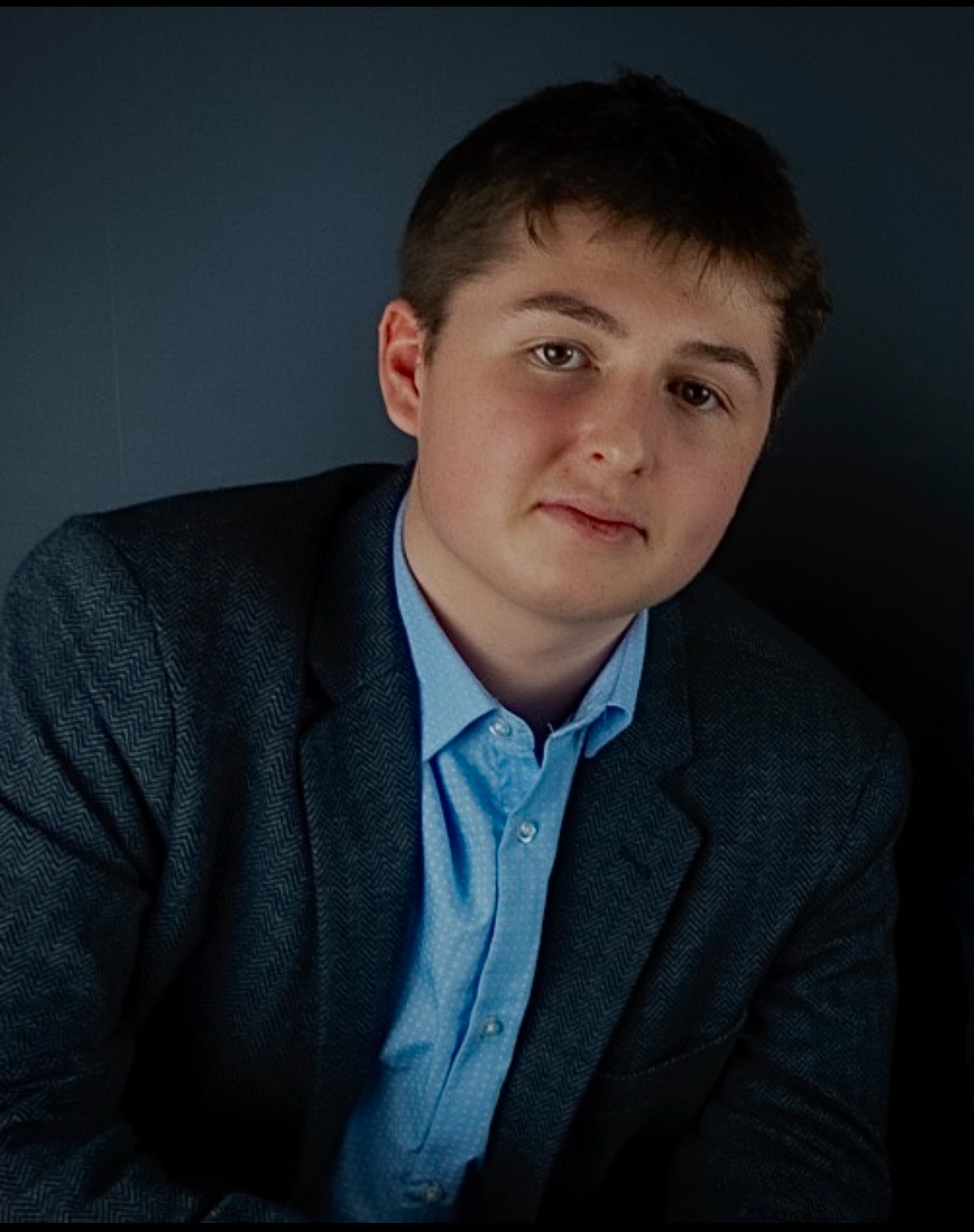
Paul Lamoulen en 2023.

## Carrière
En 2023, Paul Lamoulen coréalise avec Hugo Dutrait le film documentaire J’ai le droit de mourir (91 minutes).  
Le film, auto-produit, aborde la question de la fin de vie et de l’euthanasie.  
Il est sélectionné dans le cadre du Mois du documentaire 2023 dans l’Eure, où il est diffusé dans plusieurs lieux culturels.  

## Filmographie
- 2023 : J’ai le droit de mourir, documentaire (91 minutes), coréalisé avec Hugo Dutrait.

## Thématiques
Les travaux de Paul Lamoulen portent sur des enjeux de société contemporains, notamment la dignité humaine, le droit à mourir et les débats éthiques liés à la fin de vie.  